# Aiki (princip bojových umění)

## Etymologie
V japonštině se Aiki skládá ze dvou kandži :
- 合– ai – spojení, láska
- 氣– ki – duch, energie

## Bojová umění

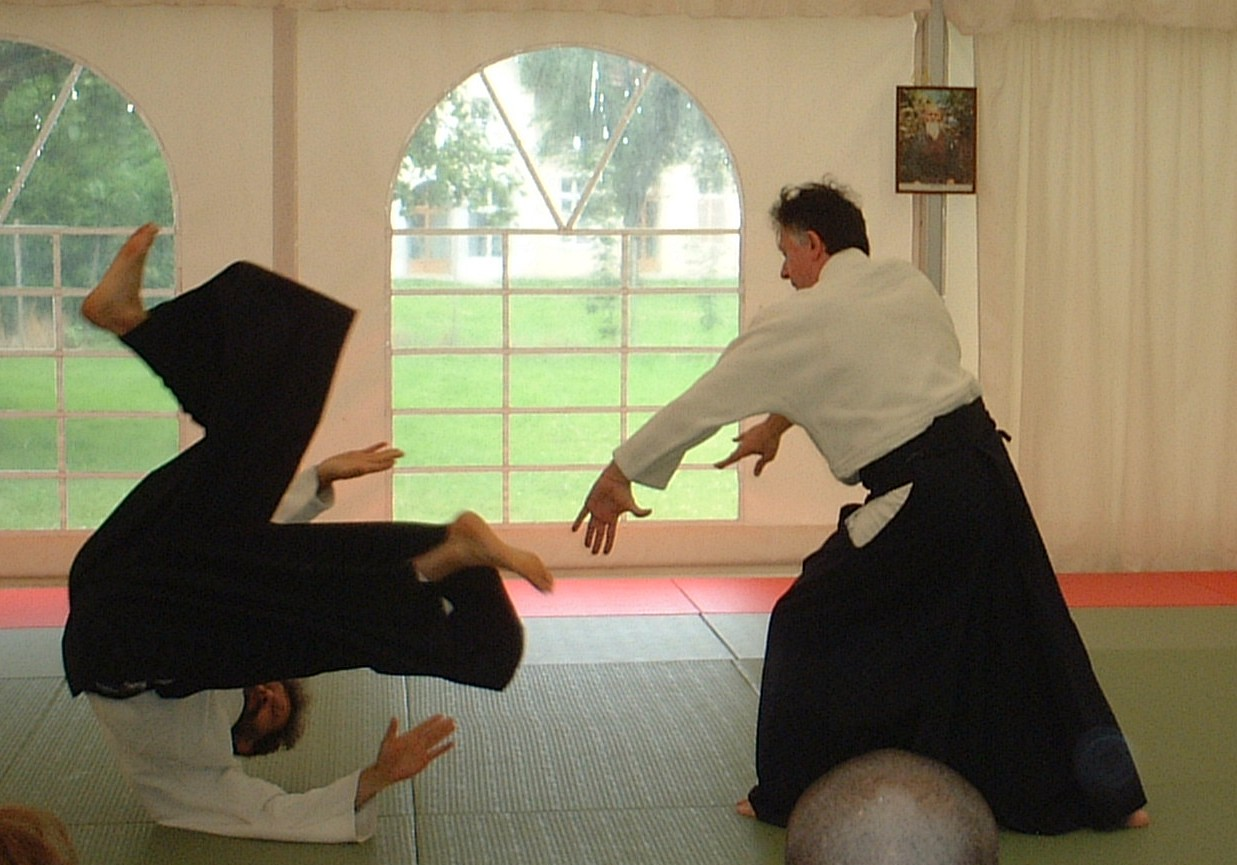
aikido kokjú nage - pád

Aiki propůjčuje své jméno různým japonským bojovým uměním, především aikidó a jeho mateřskému umění Daito-rjú aiki-džudžucu. Tato umění obvykle používají princip aiki jako základní prvek, na němž je založena většina jejich technik. Aiki je důležitým principem i v několika dalších uměních, jako je Kito-rjú, Judo, Yamabujin Goshin jutsu a různé formy Kenjutsu a japonského Jujutsu. Techniky prováděné pomocí aiki jsou jemné a nevyžadují velkou mechanickou sílu, a proto se umění aiki obecně řadí mezi měkká vnitřní bojová umění.

## Pojem
Aiki je komplexní pojem a pro jeho popis ve vztahu k bojovým situacím se používají tři aspekty:
1) Míchání, ne střetávání
Aiki obvykle popisuje myšlenku jednoty nebo splynutí uprostřed boje. V aikidó obecně popisuje vznešenější představu splynutí spíše než střetu. "Splynutí" se často popisuje i v rámci aikidó jako awase (合わせ). Zdá se, že mnoho definic aiki vychází z awase kvůli složitosti použití slova v konkrétním japonském kontextu; přesný anglický výklad by bylo těžké popsat. Důraz je kladen na spojení s rytmem a záměrem protivníka s cílem najít optimální pozici a načasování, s nimiž lze použít sílu. Mnozí se domnívají, že pro splynutí s útokem je nutné ustoupit přicházejícím silám, ale základní cvičenci aiki chápou, že je rozdíl mezi "splynutím" a "ustoupením", a trénují spíše jemné "převzetí linie" útoku a jeho kontrolu. Aiki úzce souvisí s principem ju, i když ten klade větší důraz na aktivní fyzickou manipulaci na mechanické strukturální úrovni.
2) Vedení útočníka
Praktikant aiki dokáže vést útok, a tím i útočníka, do nejistých pozic. Vliv na útočníka roste s tím, jak se zhoršuje jeho rovnováha. Pohyby těla (tai sabaki), které se k tomu používají, mohou být velké a zjevné nebo malé a jemné, vnitřně generované pohyby. Jemné přenášení váhy a vyvíjení fyzického tlaku na útočníka umožňuje vést ho, udržovat ho ve statické poloze nebo ho udržovat v nerovnováze (kuzuši), aby bylo možné použít vlastní techniku. Stejně tak může cvičenec aiki klamnými pohyby negovat obrannou reakci útočníka nebo vyvolat obrannou reakci útočníka, která ho ještě více ohrozí. V tomto aspektu dominance je silná míra záměru, vůle nebo psychologie. Mysl a tělo jsou koordinovány
3) Využití vnitřní síly – energie Ki
Kiai a aiki používají stejné kandži (transponované) a lze je považovat za vnitřní a vnější aspekt téhož principu. Kiai se vztahuje k projevům, vyzařování nebo projekci vlastní energie navenek (vnější síla), zatímco aiki se vztahuje k vlastní energii uvnitř (vnitřní síla). Kiai je tedy spojení vnějších energií, zatímco aiki je spojení vnitřních energií. Při tomto používání ki se uplatní síla kokyu, tj. dýchání je koordinováno s pohybem. Kokyu ryoku je přirozená síla, která může vzniknout, když se sjednotí tělo a vědomí (mysl). Termín kokyu (呼吸) lze také použít k popisu situace, kdy se dva protivníci pohybují s vhodným načasováním.

## Myšlenky na koncept
Aiki je považováno za starodávnou praxi a často se udržuje v rodinné linii nebo v rodině dvou jedinců. Z kulturního hlediska a vzhledem k určitým dobovým potřebám byly znalosti aiki obvykle velmi dobře střeženým tajemstvím a jen zřídkakdy se prozrazovaly.
Nejstarší knihou, která se historicky zabývala aiki, byla Budo Hiketsu-Aiki no Jutsu z roku 1899. Na téma aiki se v ní píše:
| „ | Nejhlubším a nejtajemnějším uměním na světě je umění aiki. Je to tajný princip všech japonských bojových umění. Ten, kdo jej ovládá, může být nedostižným bojovým géniem. | “ |
| — Draeger, Donn F. Modern Bujutsu & Budo: Martial arts And Ways Of Japan, Vol III. Weatherhill, Tokyo 1974, 1996. | |   |

Učebnice Džúdžucu (Jujutsu Kyoju-sho Ryu no Maki) z roku 1913 uvádí:
| „ | Aiki je netečný stav mysli bez slepé stránky, ochablosti, zlého úmyslu nebo strachu. Mezi aiki a ki-ai není žádný rozdíl; pokud se však porovnají, při dynamickém vyjádření se aiki nazývá kiai a při statickém vyjádření je to aiki. | “ |

Termín aiki se používá již od starověku a není v Daito-rjú ojedinělý. Ki ve slově aiki je go no sen, což znamená reagovat na útok.
| „ | ... Daito-rjú je go no sen - nejprve se vyhnete soupeřovu útoku a pak ho udeříte nebo ovládnete. Podobně Ittó-rjú je především go no sen. Útočíte, protože protivník útočí na vás. To znamená, že soupeře nesekáte. Tomu se říká kacudžinken (životodárný meč). Jeho opak se nazývá secuninken (smrtící meč). | “ |